# موجايسك
موجايسك (بالروسية: Можайск) هي إحدى مدن روسيا في الكيان الفدرالي الروسي موسكو أوبلاست وعاصمة موجايسك رايون.

## توأمة
لموجايسك اتفاقيات توأمة مع:
- اوبيرا